# La cucina (Picasso)
La cucina è un dipinto a olio su tela (175x250 cm) realizzato nel 1948 dal pittore spagnolo Pablo Picasso. È conservato nel Musée National Picasso di Parigi.
Esistono due versioni di questo dipinto, entrambe rappresentanti la cucina del pittore nell'appartamento di Rue des Grands-Augustins.